# 남원 심경암 석불좌상
남원 심경암 석불좌상(南原 心鏡庵 石佛坐像)은 대한민국 전북특별자치도 남원시, 용담사(龍潭寺) 부근의 심경암에 모셔진 석불이다. 1974년 9월 27일 전라북도의 유형문화재 제46호로 지정되었다.

## 같이 보기
- 용담사

## 참고 자료
- 심경암석불좌상 - 국가유산청 국가유산포털